# Кулеш, Иван Власович
Иван Власович Кулеш (1930 — 1989) — советский передовик сельского хозяйства. Герой Социалистического Труда (1966).

## Биография
Родился 5 февраля 1930 года в деревне Краснополье, Речицкого района Гомельской области в крестьянской семье.
И. В. Кулеш, рано остался без отца, его отец в 1932 году был арестован и умер в лагерях в 1935 году.
С 1941 по 1943 годы в годы Великой Отечественной войны И. В. Кулеш пережил гитлеровскую оккупацию. С 1943 года после очищения района от гитлеровцев И. В. Кулеш приобщился к крестьянскому труду и с шестнадцати лет работал в колхозе «Чырвоны сцяг», принимал участие в восстановлении хозяйства, разрушенного в войну.
С 1948 года после окончания курсов трактористов, работал — трактористом в Краснопольской машинно-тракторной станции, а с 1958 года работал в колхозе.
В 1950-х годах он явился одним из инициаторов комплексной механизации, которую внедряли в колхозе при выращивании картофеля и сахарной свёклы. И. В. Кулеш  трудился с полной отдачей сил, выполняя за день по две нормы, и вышел победителем в индивидуальном соревновании, убрав — 200 гектаров льна. Это был лучший результат года не только в колхозе, но и в республике.
В 1959 году совместным решением ЦК Компартии Белоруссии и Совета Министров БССР И. В. Кулеш в числе передовых механизаторов был признан победителем в социалистическом соревновании за выращивание высоких урожаев кукурузы.
25 декабря 1959 года Указом Президиума Верховного Совета СССР «за внедрение комплексной механизации выращивания кукурузы и теребления льна, получение урожая зелёной массы кукурузы с початками по 800 центнеров с гектара на площади 86 гектаров» Иван Власович Кулеш был удостоен звания Героя Социалистического Труда с вручением Ордена Ленина и золотой медали «Серп и Молот».
С 1977 года работал молотобойцем механических мастерских.
После выхода на пенсию проживал в деревне Краснополье. Умер в 1989 году.

## Награды
- Медаль «Серп и Молот» (25.12.1959)[2]
- Орден Ленина (25.12.1959)